# Casa museo Signorini Corsi
La Casa museo Signorini Corsi è un palazzo storico dell'Aquila, sede della collezione di mobili d'arte, quadri e monete che l'avvocato Luigi Signorini Corsi diede in Legato nel 1967 all'amministrazione comunale.

## Storia
L'edificio, di stampo cinquecentesco e che rappresenta un esempio di casa patrizia aquilana, venne acquistato nel XVIII secolo dal ramo lombardo della famiglia Signorini Corsi, appena trapiantatasi in L'Aquila. Nel 1967 l'avvocato Luigi Signorini Corsi affidò al Comune dell'Aquila tutti i mobili d'arte, i quadri e l'intera collezione di monete che si trovavano nelle sale di rappresentanza del suo palazzo di via Patini. Egli pose come unica condizione che tutti gli oggetti restassero in loco per costituire un tipico esempio di appartamento di rappresentanza di famiglia aquilana. 
Dopo circa trent'anni l'amministrazione comunale affidò all'Università Internazionale dell'Arte di Firenze la progettazione dell'adattamento a museo. Lo storico Carlo Ludovico Ragghianti si rivolse inizialmente al professore Sandro Ranellucci, docente nella stessa università, per lo svolgimento dell'incarico. In virtù dei rapporti di collaborazione tra questi e il professore Franco Minissi, coautore insieme a Ranellucci di ricerche e libri in tema di musealizzazione in edifici storici, apparve gratificante e produttivo il suo coinvolgimento nel gruppo di progettazione. Per il restauro delle opere pittoriche appartenenti alla collezione fu inoltre chiamato il professore Umberto Baldini.
In seguito al terremoto del 2009, l'edificio ha riportato gravi lesioni sulle strutture portanti ed è stato dichiarato inagibile. L'operazione di consolidamento strutturale e restauro dell'edificio, approvato nel 2010, avrà un costo di 650 000 euro.

## Collezione
I pezzi più importanti dell'arredo presenti nella collezione sono:
- due trumeau settecenteschi;
- un secretaire neoclassico appartenuto a Napoleone Bonaparte;
- consolle e arredi barocchi;
- una scrivania con alzata appartenuta al papa Clemente XIV;
- un cassettone seicentesco in ebano e avorio con lo scrigno da viaggio;
- la camera da letto lasciata inalterata nei suoi arredi.

Tra le opere pittoriche:
- una natività della Vergine, rara opera di Baccio Bandinelli;
- una deposizione realizzata da un valente allievo di Annibale Carracci;
- una natività di stretto ambito botticelliano;
- dipinti di scuola napoletana e il Martirio di San Lorenzo attribuito a Battistello Caracciolo, allievo del Caravaggio;
- il bozzetto del Priamo che chiede ad Achille il corpo di Ettore, l'Ecce Homo di Ferraù Fenzoni e altri dipinti su tavola fra cui una peruginesca Madonna con Bambino.

Lungo il percorso sono conservate le icone, i gioielli, gli avori appartenuti alle donne della famiglia, oltre al monetiere progettato per proteggere ed esporre le monete storiche delle zecche abruzzesi.

## Criteri della progettazione museologica
Il progetto di musealizzazione tiene conto, pur nella ridistribuzione dei contenuti artistici della Casa, secondo la valutazione critica delle opere, del soddisfacimento di due obiettivi fondamentali della museografia e museologia moderna:
- la conservazione della memoria storica della casa come tale, nel suo valore di documento di insieme;
- la valorizzazione dei contenuti, singoli e associati, nell'intento di mettere in luce le qualità di essi anche al fine di facilitarne la comprensione ed evitare equivoci interpretativi e valutativi.

Lo strumento adottato è stata la creazione di un itinerario di visita basato su una serie di episodi più o meno sottolineati in base al loro valore; a tale scopo nel progetto originale di Ranellucci e Minissi era previsto uno specifico uso della luce artificiale. Il legame degli oggetti è stato quindi controllatamente spersonalizzato rispetto all'antico proprietario, introducendo l'analisi critica sulle opere esposte.
Come eccezione, invece, due opere pittoriche di valore eccezionale ed una campionatura della raccolta numismatica sono state collocate con un criterio esclusivamente "espositivo" ed estratte dal contesto "arredativo".
I supporti espositivi sono ridotti al minimo nell'ingombro e nell'impatto visivo mediante l'impiego del cristallo e la riduzione al minimo delle invenzioni formali.